# Bathypontia unispina
Bathypontia unispina is een eenoogkreeftjessoort uit de familie van de Bathypontiidae. De wetenschappelijke naam van de soort is voor het eerst geldig gepubliceerd in 1979 door Deevey.